# Њупорт (Арканзас)
Њупорт (енгл. Newport) град је у америчкој савезној држави Арканзас.

## Демографија
По попису из 2010. године број становника је 7.879, што је 68 (0,9%) становника више него 2000. године.
| Група             | 2000.         | 2010.         |
| Белци             | 5.152 (66,0%) | 5.216 (66,2%) |
| Афроамериканци    | 2.481 (31,8%) | 2.274 (28,9%) |
| Азијати           | 26 (0,3%)     | 38 (0,5%)     |
| Хиспаноамериканци | 88 (1,1%)     | 201 (2,6%)    |
| Укупно            | 7.811         | 7.879         |